# Pleospora leptogiicola
Pleospora leptogiicola är en svampart som beskrevs av D. Hawksw. 1975. Pleospora leptogiicola ingår i släktet Pleospora och familjen Pleosporaceae.   Inga underarter finns listade i Catalogue of Life.